# Eloy Ortiz
Narciso Eloy Bartolome Ortiz Campos (Lima, Perú, 24 de marzo de 1961) es un exfutbolista peruano nacionalizado chileno que jugaba como delantero, actualmente tiene 64 años. 
Es tío del futbolista chileno João Ortiz y es sobrino del lateral defensa mundialista Eloy Campos.

## Trayectoria
Fue parte de las divisiones menores de Sporting Cristal desde mediados de los 70, hizo su debut en el primer equipo en 1978, fue parte del equipo bicampeón de los años 1979 y 1980. Alternó en la delantera con consagrados como Juan Carlos Oblitas, Oswaldo Ramírez y Percy Rojas. 
Jugó también por el Unión Huaral y FBC Melgar en su país. Jugó también muchos años en el fútbol chileno, destacando su paso por Deportes Antofagasta, Santiago Wanderers, Unión La Calera, Audax Italiano, Deportes Arica y Union Santa Cruz, aunque jugó solamente en el ascenso del fútbol chileno, con los clubes señalados.

## Clubes
| Club                 | País  | Año       |
| -------------------- | ----- | --------- |
| Sporting Cristal     | Perú  | 1979-1982 |
| Unión Huaral         | Perú  | 1983      |
| FBC Melgar           | Perú  | 1984      |
| Juventud La Palma    | Perú  | 1985      |
| Deportes Antofagasta | Chile | 1985-1987 |
| Santiago Wanderers   | Chile | 1988      |
| Unión La Calera      | Chile | 1989      |
| Audax Italiano       | Chile | 1990-1992 |
| Deportes Arica       | Chile | 1993-1995 |
| Union Santa Cruz     | Chile | 1996      |

## Palmarés

### Campeonatos nacionales
| Título           | Club             | País | Año  |
| ---------------- | ---------------- | ---- | ---- |
| Primera División | Sporting Cristal | Perú | 1979 |
| Primera División | Sporting Cristal | Perú | 1980 |